# T-72
Il T-72 è un carro armato da combattimento di origine sovietica, sviluppato negli anni sessanta, prodotto dalla Uralvagonzavod di Nižnij Tagil ed entrato in servizio nelle forze armate dell'URSS a partire dal 1973. Sviluppato a partire dal T-62 quale opzione più economica al T-64, è stato esportato in più di 40 paesi e prodotto in più di 30 000 esemplari, traguardi che lo hanno insignito del titolo di carro armato più diffuso al mondo.
Progettato per ingaggiare veicoli corazzati nelle pianure dell'Europa occidentale, venne mostrato in pubblico per la prima volta il 7 novembre 1977. Costantemente aggiornato nel corso della sua vita operativa, il T-72 ha visto evolvere la piattaforma originaria su cui era basato su più generazioni e in mezzi dalle denominazioni sempre differenti a seconda delle modifiche apportate dalle industrie nazionali dei paesi utilizzatori, creando un esteso albero genealogico.
Tra le versioni più note, il carro di seconda generazione T-72A introdotto in Unione Sovietica nel 1979, il carro di terza generazione T-72B3 introdotto in Russia nel 2010 ed il T-72B3M, ultima versione in ordine cronologico, il cui sviluppo si è concluso nel 2016. Il T-90, profondo sviluppo del T-72B, è invece considerato un mezzo a sé stante, così ridenominato per ragioni legate al mercato dell'esportazione.
Tra le varianti sviluppate all'estero su licenza, invece, si ricordano il polacco PT-91 Twardy, lo jugoslavo M-84 ed il croato M-95 Degman.
Al 2021, è in servizio presso numerose forze armate nel mondo.

## Le origini
Il T-64 era uno dei più avanzati carri del mondo quando venne introdotto, ma i primi problemi con il suo motore L60, il treno di rotolamento e il cannone carente in precisione fecero richiedere al comando sovietico la creazione di un carro alternativo a bassa tecnologia con prestazioni simili, specialmente dopo che gli alti costi unitari e l'alta qualità dei lavori del T-64 diventarono evidenti. Il carro era troppo costoso per equipaggiare tutte le unità corazzate sovietiche, e tanto meno quelle degli alleati sovietici del patto di Varsavia.
Un carro "economico" dotato del propulsore V-46 fu sviluppato a partire dal 1967 alla fabbrica di Uralvagonzavod a Nižnij Tagil. L'ingegnere capo Leonid Kartsev creò l'"Object 172", il modello iniziale, ma il prototipo, denominato "Object 172M" fu migliorato e finito da Valeri Venediktov. Le prove sul campo durarono dal 1971 al 1973 e una volta accettato il progetto la fabbrica di carri Čeljabinsk cessò immediatamente la produzione dei T-55 e T-62 per iniziare quella del nuovo carro T-72.
Alcune caratteristiche tecniche del T-72 furono inviate alla CIA dal colonnello polacco Ryszard Kuklinski tra il 1971 e il 1982.

## Il progetto
Il T-72 (a volte chiamato T-72 "Ural", in quanto la Uralvagonzavod o "UVZ", la società produttrice dei T-72, ha sede nella città di Nižnij Tagil che si trova negli Urali) può essere considerato come un'ulteriore evoluzione dei precedenti T-54/55 e T-62, dei quali mantiene il profilo basso e una torretta arrotondata. Proprio per limitare l'altezza del mezzo e in questo modo renderlo meno vulnerabile, le sue dimensioni sono compatte e l'equipaggio è stato ridotto a soli tre uomini, dato che l'addetto alla ricarica del cannone è stato sostituito da un caricatore automatico, che riesce a caricare un nuovo proiettile in un tempo che varia dai 6,5 ai 15 secondi e richiede che la canna del cannone sia alzata di tre gradi sull'orizzontale per permettere la ricarica. Questo dispositivo, ad azionamento meccanico, soffre di problemi di affidabilità e richiede molta manutenzione. La scelta di ricorrere al caricatore automatico in un carro armato è molto discussa: i suoi sostenitori lo ritengono superiore perché consente di diminuire l'equipaggio del carro e perché spesso è più veloce della ricarica manuale, mentre i detrattori affermano che i suoi problemi di affidabilità limitano la sua capacità operativa, ritenendo inoltre che il caricatore umano possa in certi frangenti ricaricare il cannone in tempi decisamente più brevi rispetto a quello che può fare una macchina.

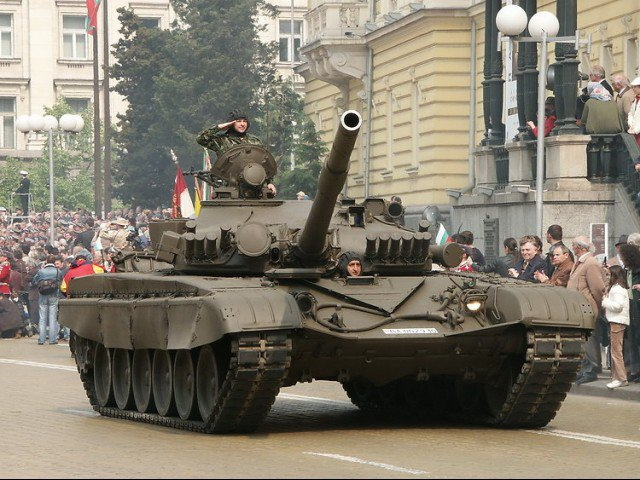
Un T-72 dell'Esercito bulgaro.

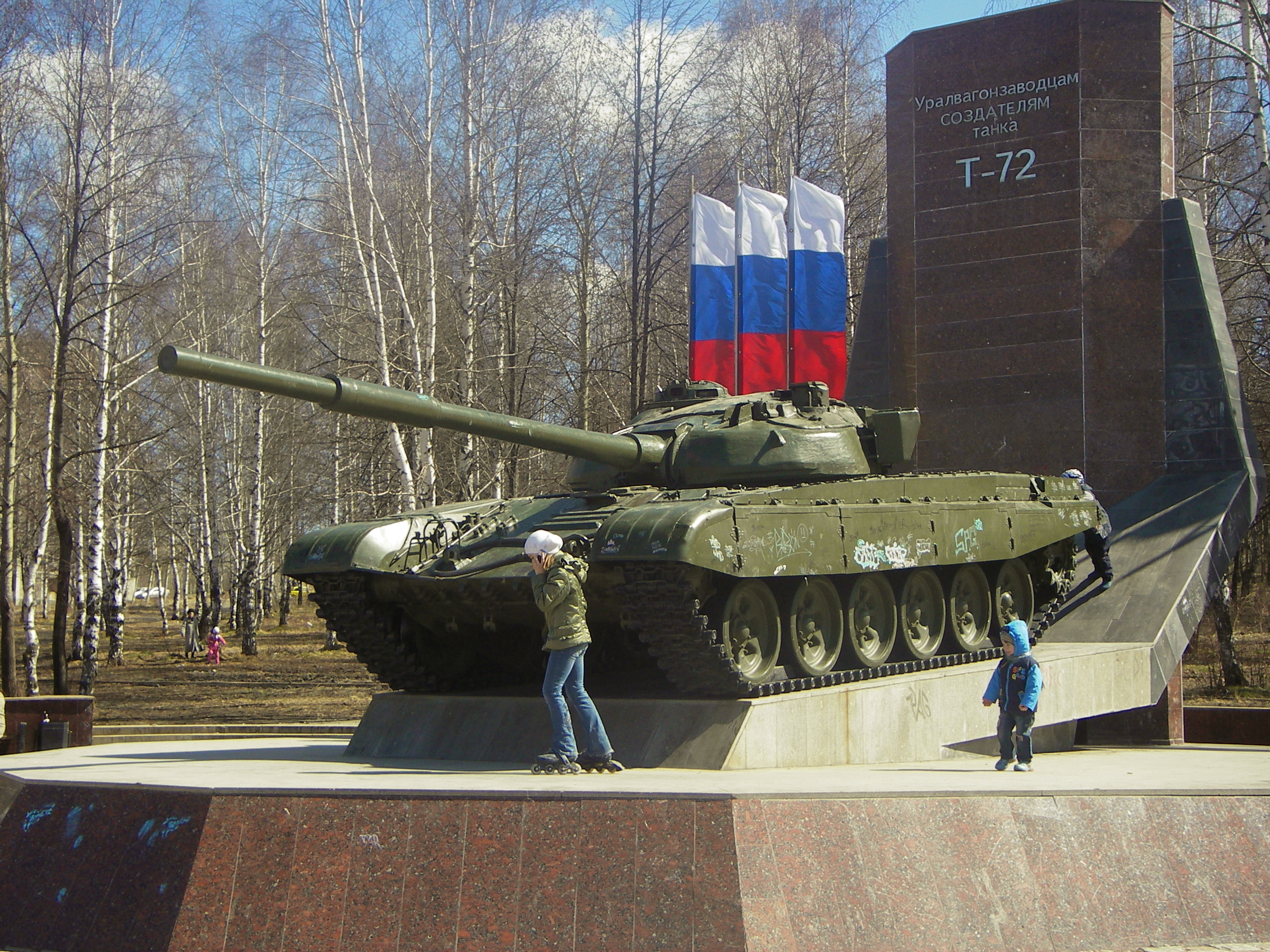
Il monumento dedicato ai lavoratori di UVZ impiegati nella costruzione del carro T-72, situato nella città di Nizhny Tagil.

La compattezza del mezzo ha però, secondo alcuni analisti occidentali, anche i suoi svantaggi: lo spazio dedicato all'equipaggio infatti è ridotto e l'ergonomia dell'abitacolo è carente, favorendo l'affaticamento degli uomini. Altro aspetto fondamentale, le dimensioni ridotte portano ad avere una minima distanza tra carristi e stiva delle munizioni (40-45 colpi, 22 dei quali nel meccanismo che alimenta il caricatore e il restante in torretta): un singolo colpo subito può facilmente far esplodere il munizionamento e uccidere l'equipaggio (sono noti numerosi episodi accaduti durante la Guerra del Golfo del 1991 nei quali la torretta dei T-72 colpiti letteralmente saltava in aria staccandosi dallo scafo e uccidendo gli uomini dell'equipaggio). Altri MBT moderni come l'Abrams americano sono dotati di pannelli che deviano verso l'esterno l'onda d'urto di un'eventuale esplosione nelle munizioni limitando così i danni ai carristi. La cosa innovativa del progetto è proprio il caricatore automatico, che è costituito da una "giostra" con i proiettili separati; quando il cannone deve essere caricato, un elevatore preleva il proiettile, lo inserisce nella carica di lancio, e lo mette in posizione, qui un altro meccanismo lo inserisce nel cannone e chiude la culatta. A questo punto il carro è pronto al fuoco. Una volta sparato il colpo, un meccanismo apre la culatta, estrae il bossolo e lo riporta nel suo spazio all'interno della "giostra" del caricatore. Questo meccanismo si è dimostrato in passato pericoloso per l'equipaggio, in quanto provoca in caso di disattenzione lesioni agli arti dei carristi.
Il T-72 gode di una maggiore mobilità del T-62, grazie a ruote di grandi dimensioni e al motore V12 diesel V-46-6 da 780 CV con cambio a sette rapporti; nelle versioni migliorate del carro (dal T-72B in poi) è stato sostituito da un più potente V-84-1 da 840 CV che può essere alimentato da diversi tipi di carburante (gasolio, benzina, cherosene); il motore è collegato a un generatore di fumogeni che servono a "mascherare" il carro sul campo di battaglia. Le sospensioni sono del tipo a barra di torsione. Il guado di corsi d'acqua profondi fino a circa 5 metri è possibile grazie a uno snorkel che normalmente viene trasportato fissato al retro della torretta. Senza lo snorkel il T-72 può guadare fino a 1,2 metri d'acqua.
L'autonomia del veicolo può essere aumentata con l'aggiunta di barili agganciabili alla parte posteriore. Come tutti gli MBT moderni, il T-72 è dotato di apparati di protezione NBC.

## Versioni principali
- T-72 Ural (1973): versione originale, dotata di cannone ad anima liscia da 125 mm e telemetro a coincidenza;
- T-72A (1979): aggiunti un sistema del controllo del fuoco elettronico e telemetro laser. Il frontale della torretta e la parte superiore sono stati rinforzati con corazza composita (chiamata Dolly Parton negli Stati Uniti), dispositivi per attaccare corazza reattiva (ERA), lanciafumogeni, "pinne" corazzate montate sulla parte anteriore dei parafanghi e altre variazioni interne. È anche dotato di un generatore di fumo che inietta il carburante nel sistema di scarico per creare una cortina fumogena.
- T-72M (1980): versione da esportazione, simile al T-72A ma senza corazza composita e generalmente meno spessa rispetto alla versione originale, sistema per la condotta del tiro di vecchia generazione. È stato costruito principalmente in Polonia e nella ex Cecoslovacchia.
- T-72B (1985): nuovo cannone, stabilizzatore, ottiche e controllo del fuoco. È capace di sparare missili anticarro guidati AT-11 Sniper. La corazza Super Dolly Parton include 20 mm di corazza aggiuntiva sulla parte frontale dello scafo. Ha un motore migliorato da 840 hp;
- T-72AMT (2019-20): ultima versione rimodernata del 72 sovietico da parte degli ucraini[3];
- T-90 (1989[4]-1992[5]): modernizzazione del T-72, include caratteristiche del più complesso T-80. Chiamato in precedenza T-72UB, esso ha cambiato nome dopo i risultati non soddisfacenti del T-72 in Kuwait e in Iraq per non danneggiare possibilità future d'esportazione.

## Armamento

### Cannone

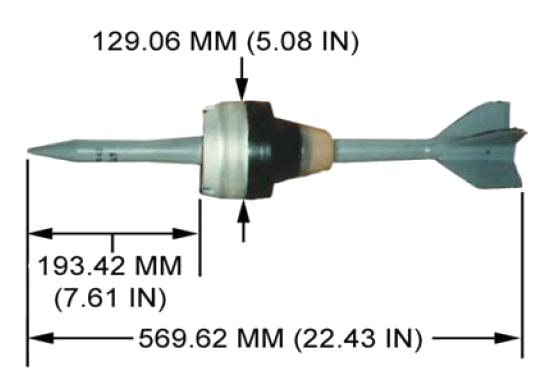
Un proiettile 3BM42 APFSDS

L'armamento primario del T-72 è il cannone 2A46M a canna liscia da 125 mm, arma standard di tutti gli MBT russi contemporanei. Il cannone è prodotto dalle Officine Motovilicha a Perm', dalla Fabbrica Nº 9 a Ekaterinburg e dalla NMZ a Nižnij Novgorod. È dotato di un sistema di stabilizzazione 2E42-2 Zhasmin, che consente di fare fuoco in movimento. I sistemi di controllo del tiro comprendono il puntatore/telemetro 1K13-49, che ha una portata utile di 4000 metri e un margine di errore del 3-5% sulla distanza, il sistema 1A40-1 per la guida dei missili Svir, un visore notturno TPN-3-49 e un illuminatore IR del tipo "Luna". I dati forniti da dispositivi vengono forniti a un calcolatore balistico 1V528 che determina la traiettoria di fuoco ottimale. Le versioni meno moderne e la maggior parte dei T-72 destinati all'esportazione, oltre ad avere sistemi meno sofisticati, non monta telemetri laser e visori termici, uno standard per i carri occidentali.
La canna del cannone ha un'elevazione compresa tra -5° 30' e +14° e ha una gittata utile che è compresa tra i 2100 e i 4000 metri a seconda delle munizioni usate. È certificato che può sfondare fino a quaranta centimetri di cemento armato, tuttavia con ovvi rischi di una drastica diminuzione della precisione di tiro causa danneggiamento.
Il 2A46 può utilizzare diversi tipi di munizioni:
- Munizionamento APFSDS: I proiettili perforanti di tipo APFSDS sono progettati per la distruzione dei carri nemici. I primi modelli avevano un corpo in acciaio, ed erano giudicati sufficientemente efficaci contro i contemporanei carri occidentali. Tali proiettili si rivelarono totalmente inefficaci nei combattimenti in Iraq del 1991, trovatisi di fronte a moderne corazze composite. Nell'URSS erano tuttavia già impiegati nuovi APFSDS utilizzanti materiali più performanti, necessari per contrastare la nuova generazione di MBT occidentali. I modelli attualmente più usati sono il 3BM32 con nucleo a uranio impoverito e il 3BM42 in tungsteno: il nuovo 3B42M ha una diffusione molto minore, ma è pericoloso anche per i carri più moderni. La velocità dei colpi può raggiungere anche i 1800 m/s.
- Munizionamento HEAT: le munizioni High Explosive Anti-Tank vengono usate contro carri armati e obiettivi meno corazzati, come i veicoli da trasporto truppe: secondo la dottrina sovietica i proiettili HEAT erano l'arma controcarro primaria. Il modello standard è il 3BK29.
- Munizionamento HE-FRAG: Le munizioni a frammentazione HE-FRAG come la 3OF26 usata dal T-72 hanno soprattutto un funzione anti-fanteria.
- Missili: Il T-72 può sparare il missile anticarro a guida laser 9M119 Svir (codice NATO AT-11 Sniper). Ha una portata di circa 4000 metri e viene guidato sul bersaglio da un fascio laser emesso dal carro armato. Può anche essere usato contro gli elicotteri, a condizione che siano a bassa quota e a velocità angolare non elevata.

### Armamento secondario

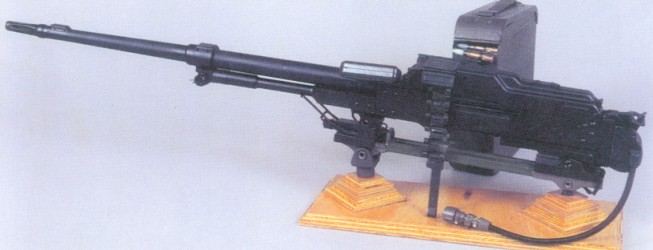
La mitragliatrice PKT

L'armamento secondario comprende la mitragliatrice coassiale PKT e la mitragliatrice contraerea NSVT. Il carro ha anche a disposizione dei lancia fumogeni 902B sulla torretta.
- Mitragliatrice Coassiale PKT: La PKT è una mitragliatrice calibro 7,62 mm con a disposizione 2000 colpi ed è posta sul fianco destro del cannone. È alimentata da nastri di 250 colpi ciascuno.
- Mitragliatrice contraerea NSV: La NSV è una mitragliatrice contraerea calibro 12,7 mm, posta accanto alla cupola del comandante. Non può essere comandata dall'interno del carro, il comandante per usarla deve esporsi. Dispone di 300 colpi in due nastri da 150.

## Operatori

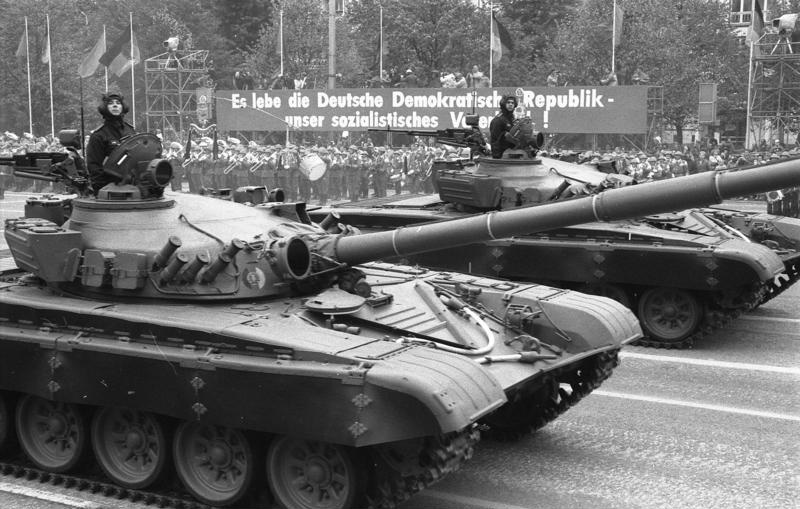
T-72M della 9. Panzer-Division della Nationale Volksarmee in parata a Berlino nel 1988.

Algeria
- Esercito popolare nazionale

Ammodernati a T-72M1M.
 Angola
- Exército Angolano

22 T-72 acquistati di seconda mano dalla Bielorussia nel 1999. Circa 50 T-72M in servizio nel 2022.
 Armenia
- Haykakan banak

101 in servizio nel 2016.
 Birmania
- Tatmadaw Kyi

139 T-72 acquistati dall'Ucraina in servizio nel 2023.
 Azerbaigian
- Azərbaycan Quru Qoşunları

Oltre 250 T-72A e T-72M1 in servizio nel 2020.
 Bielorussia
- Forze terrestri bielorusse

T-72B, alcuni aggiornati a T-72B3.
 Bulgaria
- Suhopătni vojski na Bălgarija

334 T-72 consegnati a partire dal 1978, 100 T-72A e T-72AK acquistati dalla Russia nel 1999.  Circa 90 T-72M1 e T-72M2 in servizio nel 2022, di cui 44 in fase di aggiornamento.
 Corea del Nord
 Etiopia
- Esercito etiope

60 acquistati dallo Yemen nel 2003, 215 T-72B1 acquistati dall'Ucraina nel 2011, di cui 35 aggiornati a T-72UA1.
 India
 Iran
 Iraq
- Al-Quwwat al-Barriyya al-ʿIrāqiyya

Nel 2005 l'Ungheria ha donato all'Iraq 77 T-72 ricondizionati, che sono stati presi in carico dalla 9ª Divisione Meccanizzata del nuovo esercito iracheno aggiungendosi a Lion of Babylon di fabbricazione locale 60 T-72 ammodernati da Excalibur Army acquistati nel 2012.
 Kenya
 Laos
 Libia
 Marocco
- Armée royale

136 T-72B e 12 T-72BK acquistati dalla Bielorussia negli anni '90.
 Mongolia
 Nicaragua
- Ejército de Nicaragua

50 T-72B1 acquistati nel 2015 e consegnati a partire dal 2016.
 Nigeria
- Nigerian Army

 Polonia
- Wojska Lądowe

382 in servizio. La Polonia ha donato circa 200 di questi carri all'Ucraina durante l'Invasione russa dell'Ucraina del 2022 nella versione MR1. Tali carri sono stati esportati privi di corazze reattive e digitalizzazione del controllo del fuoco.
 Rep. Ceca
- Pozemní síly Armády České republiky

540 acquisiti dopo la dissoluzione della Cecoslovacchia. 30 aggiornati a T-72M4CZ.
 RD del Congo
- Armée Nationale Congolaise

100 T-72 acquistati all'inizio degli anni 2000.
 Russia
- Forze terrestri russe

1 900 T-72B di varie versioni in servizio nel 2017, più altri 7 000 in riserva.
- Morskaja pechota

T-72B e T-72B3.
- Forze secessioniste del Donbass[28]

 Serbia
- Kopnena Vojska Srbije

30 T-72B1MS consegnati a partire dal 2020.
 Siria
- al-Jaysh al-'Arabi al-Suri

Circa 1 600 tra T-72, T-72AV, T-72M1 e T-72B in servizio prima della guerra civile siriana, 300 in servizio nel 2015, 700 tra T-72B, T-72BM e T-72B3 consegnati a partire dal 2015.
 Sudan
- Esercito sudanese

70 T-72AV in servizio nel 2023.
 Sudan del Sud
 Ucraina
- Forze terrestri ucraine

Al 2022 erano stimati in 133 unità in servizio. Circa 200 sono stati forniti dalla Polonia durante l'invasione russa dell'Ucraina del 2022, 62 T-72M1 sono stati donati dalla Repubblica Ceca tra il 2022 e il 2023, 11 T-72M1 e 16 T-72 Avenger acquistati nel 2022 da Excalibur Army, alcuni T-72M1 bulgari donati dalla Repubblica Ceca, 31 T-72A donati dalla Macedonia tra il 2022 e il 2023, 45 T-72EA donati dagli Stati Uniti, 45 T-72EA donati dai Paesi Bassi nel 2022, 15 T-72EA donati dalla Danimarca nell'ottobre 2023.
 Uganda
- Forza di Difesa Popolare dell'Uganda

10 T-72 in servizio nel 2017.
 Ungheria
- Magyar Szárazföldi Haderő

34 T-72M1 in servizio nel 2023, più altri 130 in riserva.
 Venezuela
- Ejército Nacional de la República Bolivariana de Venezuela

92 T-72B1 acquistati di seconda mano dalla Russia nel 2009 e consegnati nel 2011-2013, aggiornati allo standard M1M ed in servizio al settembre 2018.
 Yemen

### Operatori passati
Cecoslovacchia
- Československá lidová armáda

Un totale di 973 T-72, tra cui 175 T-72M e 338 T-72M1, prodotti localmente su licenza ed entrati in servizio nel 1981.
 Finlandia
 Jugoslavia
 Macedonia del Nord
- Armija na Republika Severna Makedonija

31 T-72A consegnati dall'Ucraina nel 1999, tutti donati alla stessa tra il 2022 e il 2023.
 Repubblica dell'Artsakh
- Esercito di difesa dell'Artsakh

Circa 200 in servizio nel 2019, circa 20 in servizio nel 2023, consegnati all'Azerbaigian dopo l'offensiva azera nel Nagorno Karabakh del 2023.
 Germania Est
- Nationale Volksarmee

134 T-72 e 126 tra T-72M e T-72M1 consegnati tra il 1982 e il 1989.
 Romania
 Unione Sovietica